# 泉蔵寺 (朝霞市)
泉蔵寺（せんぞうじ）は、埼玉県朝霞市にある真言宗智山派の寺院。

## 歴史
創建年代は不明である。ただ江戸時代後期の地誌『新編武蔵風土記稿』によれば、1382年（永徳2年）寂の慶誉寂心によって開山されたとしていること、また同市泉水の旧所在地から、「正長二年（1429年）」「永正元年（1504年）」の板碑が出土していることから、おそらくは南北朝時代に創建されたものと推測される。
かつては、前述の泉水に位置しており、「泉通院」と称していたが、江戸時代前期頃に現在地に移転し、「泉蔵寺」に改称したと推測される。

## 文化財
- 泉蔵寺銅鐘（朝霞市指定文化財 昭和51年3月13日指定）[3]

## 交通アクセス
- 路線バス溝沼火の見下停留所より徒歩10分。